# Illwill
Illwill — восьмой студийный альбом группы Lake of Tears. Был выпущен в 2011 году, спустя четыре года после предыдущего альбома. Звучание стало заметно тяжелее, чем на более ранних пластинках, а темп альбома стал медленным, приблизившись к дум-металу.

## Список композиций
| №                   | Название                                                             | Длительность |
| ------------------- | -------------------------------------------------------------------- | ------------ |
| 1.                  | «Floating In Darkness»                                               | 3:14         |
| 2.                  | «Illwill»                                                            | 4:19         |
| 3.                  | «The Hating»                                                         | 4:38         |
| 4.                  | «U.N.S.A.N.E.»                                                       | 4:51         |
| 5.                  | «House Of The Setting Sun»                                           | 5:38         |
| 6.                  | «Behind The Green Door»                                              | 3:58         |
| 7.                  | «Parasites»                                                          | 2:56         |
| 8.                  | «Out Of Control»                                                     | 2:55         |
| 9.                  | «Taste Of Hell»                                                      | 3:47         |
| 10.                 | «Midnight Madness»                                                   | 4:12         |
| 11.                 | «As Daylight Yields» (концертная запись из ограниченного издания)    |              |
| 12.                 | «Demon You / Lily Anne» (концертная запись из ограниченного издания) |              |
| 13.                 | «Crazyman» (концертная запись из ограниченного издания)              |              |
| Общая длительность: | Общая длительность:                                                  | 53:59        |

## Список участников
- Микаэль Ларсон — бас-гитара
- Юхан Оудхьюс — ударные
- Даниэль Бреннар — вокал
- Фредрик Йорданиус — гитара